# Burrhus Frederic Skinner
Burrhus Frederic Skinner (20. března 1904 – 18. srpna 1990) byl americký psycholog, autor, sociální filosof, vynálezce, zastánce společenských reforem a básník. Prováděl průkopnickou práci v experimentální psychologii a podporoval behaviorismus, kde se zabýval zejména operantním podmiňováním (učení na základě spontánních reakcí člověka). Napsal řadu kontroverzních děl (např. Analýza chování), ve kterých navrhoval rozšířené používání psychologických technik změny chování, především operantní podmiňování, za účelem zlepšení společnosti a zvýšení lidského štěstí; jednalo se o druh sociálního inženýrství. Svou ideu plně prezentoval ve své utopické novele Walden Two (1948). Byl nejcitovanějším psychologem 20. století.

## Život
Narodil se v Pensylvánii. Jeho otec byl právník. Jeho bratr Edward, o dva a půl roku mladší, zemřel v šestnácti letech v důsledku krvácení do mozku.
Po maturitě se neúspěšně pokusil napsat román, zatímco žil u svých rodičů. Toto období později nazval "temnými časy". Vlastní literární dovednosti ho totiž zklamaly. Navzdory povzbuzení od proslulého básníka Roberta Frosta dospěl k závěru, že má málo životních zkušeností a že nemá silnou osobní perspektivu, ze které by mohl psát. Literární choutky v něm však nadále dřímaly a po druhé světová válce některé své názory na společenské uspořádání vyjádřil právě formou románu.
Vystudoval nakonec angličtinu na Hamilton College v New Yorku. Zde se stal členem jednoho ze studentských bratrstev, avšak vystoupil v protestu proti rituální šikaně studentů, jíž se stal také obětí. Bakalářský titul získal v roce 1926 a přešel na Harvardovu univerzitu. Zde ho Fred Keller přesvědčil, aby se věnoval výzkumu chování. S Kellerem pak spolupracovali na řadě experimentů. Iniciačním se pro něj stalo setkání s učením Johna B. Watsona, jehož vlastní verzi posléze rozvinul. Doktorát na Harvardu získal v roce 1931 a zůstal tam jako výzkumný pracovník až do roku 1936. Pak učil na Minnesotské univerzitě v Minneapolis a později na Indianské univerzitě, kde byl vedoucím katedry psychologie v letech 1946-1947, než se v roce 1948 vrátil na Harvard, kde se stal dlouholetým profesorem. Zůstal na Harvardu po zbytek svého života. Do důchodu odešel v roce 1974.
V roce 1973 byl jedním z signatářů Druhého humanistického manifestu.
Zemřel na leukemii.